# Njinga du Ndongo et du Matamba
Ne doit pas être confondu avec Njinga.
Anna, Anne, Ana de Sousa Nzinga Mbande ou Njinga ou Mbandi,, connue également sous le nom de Nzinga du Ndongo et du Matamba, née vers 1583 et morte le 17 décembre 1663, est une reine du royaume de Ndongo et du royaume de Matamba dans l'actuel Angola.
Peu connue en Occident, elle est aujourd'hui un symbole national angolais et l'une des figures de la résistance africaine face au colonialisme, en raison de son long combat contre les Portugais.
Grâce à ses talents de diplomate et sa maîtrise des questions commerciales et religieuses, elle est également reconnue comme un modèle de gouvernance féminine.
Encore aujourd’hui, la figure de Nzinga continue d’inspirer les cinéastes et producteurs de télévision, à l'image du film biographique Njinga, Rainha de Angola sorti en 2013 ainsi que la série documentaire Njinga diffusée sur Netflix.

## Enfance et ascension
Nzinga est née en 1581, sept ans après la première expédition militaire portugaise sur les côtes de l'Angola.
Son enfance se déroule dans l'entourage de son père, le souverain du royaume de Ndongo, le Ngola Kiluanji et la reine Kangela, qui ont également trois autres enfants : un fils, Mbandi, et deux filles, Kifunji et Mukambu.
De l'ethnie Mbundu, elle est prénommée Njinga parce qu'elle est née avec le cordon ombilical autour du cou (« kujinga » signifiant « tordre » ou « enrouler » en kikongo ainsi qu'en kimbundu).
La tradition veut que les enfants nés ainsi deviendraient des adultes fiers et hautains ; une femme sage aurait dit à sa mère que Nzinga serait reine un jour.
Elle se souvient avoir été choyée par son père, qui l'autorise à l'assister lorsqu'il gouverne son royaume et qui l'emmène avec lui lorsqu'il va faire la guerre.

## Contexte de son ascension
Dans les récits nationaux postérieurs à la colonisation, Njinga est devenue une icône de la lutte anticoloniale, mais l'historienne américaine Heywood a raconté dans un livre de 2016 comment ce règne s'est d'abord inscrit dans la mémoire populaire.
Depuis l'Union ibérique de 1580, qui lui donne le contrôle du Portugal, l'Espagne décide de fortement augmenter ses importations d'esclaves africains, en particulier pour les mines d'argent du Potosi, la plus importante du monde. Au milieu des années 1610, elle a atteint son niveau historique de production et l'afflux d'argent-métal en Europe dope la demande de produits coloniaux, en particulier le sucre du Brésil.
« L'année 1617 fut très importante dans la conquête de l’Angola », avec la fondation du futur deuxième plus grand port de la traite négrière et l'arrivée du gouverneur Luis Mendes de Vasconcellos, qui va y rester quatre ans. Dans un mémoire au Roi de 1616, ce vétéran des guerres portugaises en Asie, qui a épousé la fille d'un des plus importants négriers portugais, explique que la traite négrière, « qui est si importante pour les finances de votre Majesté », n'est possible d'être « maintenue » à l'échelle requise que par l'envoi d'une armée portugaise plus importante en Angola. De fait, la guerre qu'il mènera dans l'intérieur des terres va justifier l'envoi de plus en plus de troupes portugaises.
Luis Mendes de Vasconcellos propose de ne plus utiliser les guerriers imbangala, connus pour vivre de vols et de meurtres, mais de lancer une guerre de conquête sous la forme d'une grande offensive purement portugaise comme celle réussie un quart de siècle plus tôt en Angola. Mais l'offensive portugaise ne suffira pas, malgré l'aide de renforts obtenus de Lisbonne et il sera obligé de recourir à l'aide des Imbangala, groupe spécialisé dans le vol des troupeaux et le meurtre des éleveurs.
« Son action militaire est alors directement guidée par l'objectif d'obtenir le plus possible d'esclaves par tous les moyens possibles » tandis que « des négriers, à la fois noirs et blancs accompagnent les troupes portugaises et les groupes d'Imbangala ».
Le roi Alvare III du Kongo proteste en 1617 contre cette nouvelle politique dans une lettre au pape, qui ouvre une enquête, ce qui amène en 1618 à condamner officiellement le recours aux supplétifs imbangala.
Dès 1618, Luis Mendes de Vasconcellos réprime l'opposition à sa politique menée par le chef de Matamba, frère de la reine N'Ginga. À la même époque, le négrier António Fernandes de Elvas, de la même confrérie religieuse, vient d'obtenir l'asiento, monopole d'approvisionnement de l'Empire espagnol : il doit livrer 5000 esclaves par an entre le 27 septembre 1615 et le 1er avril 1623. Son mandat a causé le plus grand mouvement d'esclaves africains vers les Amériques depuis le début de la traite, la plupart en provenance de Luanda : entre 1619 et 1624, 11 328 Africains ont été achetés et portés à Carthagène. Cela n'a été interrompu que par la prise de Bahia et le blocus temporaire de Luanda, opérés par la Compagnie néerlandaise des Indes occidentales. Ils partent vers deux principaux lieux, Carthagène des Indes (Colombie moderne) et Veracruz (Mexique moderne), et de là vers le Venezuela, les Antilles et Lima puis la mine d'argent du Potosí. Les historiens estiment que la partie terrestre du voyage cause plus de morts que la traversée de l'Atlantique.
L'évêque du Congo dénonce lui aussi ces pratiques et la capture de près de 4000 Africains chrétiens en 1619, l'année où un raid massif a lieu parmi les chrétiens de la ville d'Angoleme. Une partie d'entre eux, détournée par un corsaire hollandais, sont connus comme les rescapés noirs du White Lion en 1619 en Virginie. Au cours de cette même année 1619, les Imbangala finissent par se désolidariser des Portugais et rallient les forces du roi angolais, le Ngola Mbande, tandis que le pays est dévasté.
Jinga du Ndongo et du Matamba travaillera alors à l'alliance avec les Kongolais, pour créer un large front anti-portugais allant des Kongolais aux Hollandais, notamment après 1621, quand Vasconcellos est remplacé par João Correia de Sousa (pt) (1621-1623). Ce dernier attaque dès sa prise de fonction le Kongo, pour annexer le Kasanze, région boisée vassale, située juste au nord de Luanda. En plein milieu de cette crise, le roi Alvare III meurt le 4 mai 1622. Correia de Sousa, qui espérait manipuler le successeur du roi, l'un de ses jeunes fils, est déçu lorsque les électeurs désignent plutôt Pierre II.
Le gouverneur ordonne alors au capitaine-major Pedro de Sousa Coelho, à la tête de 30 000 Portugais, de supplétifs mbundu et d'un contingent d'Imbangala, d'envahir la province Kongo de Mbamba. La bataille de Mbumbi est gagnée le 18 décembre 1622 par l'Angola contre le royaume du Kongo. Ce dernier expulse ensuite les troupes portugaises, à l'issue de leur premier conflit armé, qui dure de 1622 à 1623, en gagnant notamment la bataille de Mbanda Kasi, en janvier 1623.
Des émeutes anti-portugaises éclatent dans tout le Kongo, causant des massacres. Le nouveau roi Pierre II du Kongo tente de les éviter mais finalement le royaume du Kongo déclare la guerre à l'Angola portugais en prenant l'offensive contre des territoires sous sa domination. Autre conséquence, sa lettre adressée en 1622 à la république des Provinces-Unies, proposant une alliance militaire aux Hollandais afin de combattre les Portugais.
Peu mentionnée dans les sources portugaises, elle a été enregistrée dans une correspondance entre les Kongolais et leurs alliés hollandais.
La conséquence est l'éviction du gouverneur portugais Pedro de Sousa Coelho (1623) de Luanda et la libération des sujets kongolais emmenés comme esclaves dans les campagnes précédentes. Autre conséquence, Pierre II recherche une alliance durable avec l'Empire colonial hollandais dans le but d'expulser totalement les Portugais de la région.
La Compagnie néerlandaise des Indes occidentales vient alors d'être fondée fin 1621 par Dierick Ruiter et Willem Usselincx, deux farouches opposants au trafic d'esclaves, qui ont une bonne connaissance de sa pratique dans l'empire portugais, à la suite de leurs voyages sur les côtes du Sénégal et d'Angola dès 1612, puis au Brésil en 1617. Dans son livre paru en 1623, Le flambeau de la marine, Dierick Ruiter dénonce la traite négrière portugaise : « On gagne de l'argent de façon scandaleuse en vendant et en achetant des êtres humains ».
Conséquence des liens épistolaires entre Angolais et Néerlandais, en 1624, les Néerlandais tentent de s'emparer de Luanda par deux fois, après la prise de Salvador de Bahia, au Brésil, lors de deux expéditions menées par Philip van Zuylen puis Piet Hein.
En 1624, à la mort du prince héritier d'Angola, la nouvelle de l'accession de sa sœur au trône d'Angola et de son opposition aux déportations d'esclaves déclenche des fuites d'esclaves de Luanda qui vont se réfugier sur les îles de Quindonga, sur le fleuve Kwanza,, alors que sa rivale à la cour de Dongo, Hari, qui était opposée à un leadership féminin, jura allégeance aux Portugais.
En 1631, elle dépose la reine Mwongo Matamba et s'accapare son trône en y déplaçant la capitale de son royaume.

## Ascension
La première mention de Nzinga dans les archives européennes remonte à 1622 lorsque son frère, devenu le Ngola Mbande en 1617, veut amener les Portugais à retirer une forteresse bâtie sur ses terres et à lui restituer certains de ses sujets tenus captifs. En 1621-1622, il recourt à sa sœur et l'envoie à une conférence de paix à Luanda avec le gouverneur du Portugal João Correia de Sousa.
Ainsi envoyée en ambassade à Luanda, elle refuse en 1622 de s'asseoir par terre face au représentant du Portugal assis sur un trône. Deux ans après, au décès du prince héritier, son frère s'empare du trône en assassinant son neveu. Les Portugais, qui se méfient d'elle depuis deux ans, nomment un autre prétendant, mais elle conserve de fait le pouvoir.

## Prise du pouvoir et règne

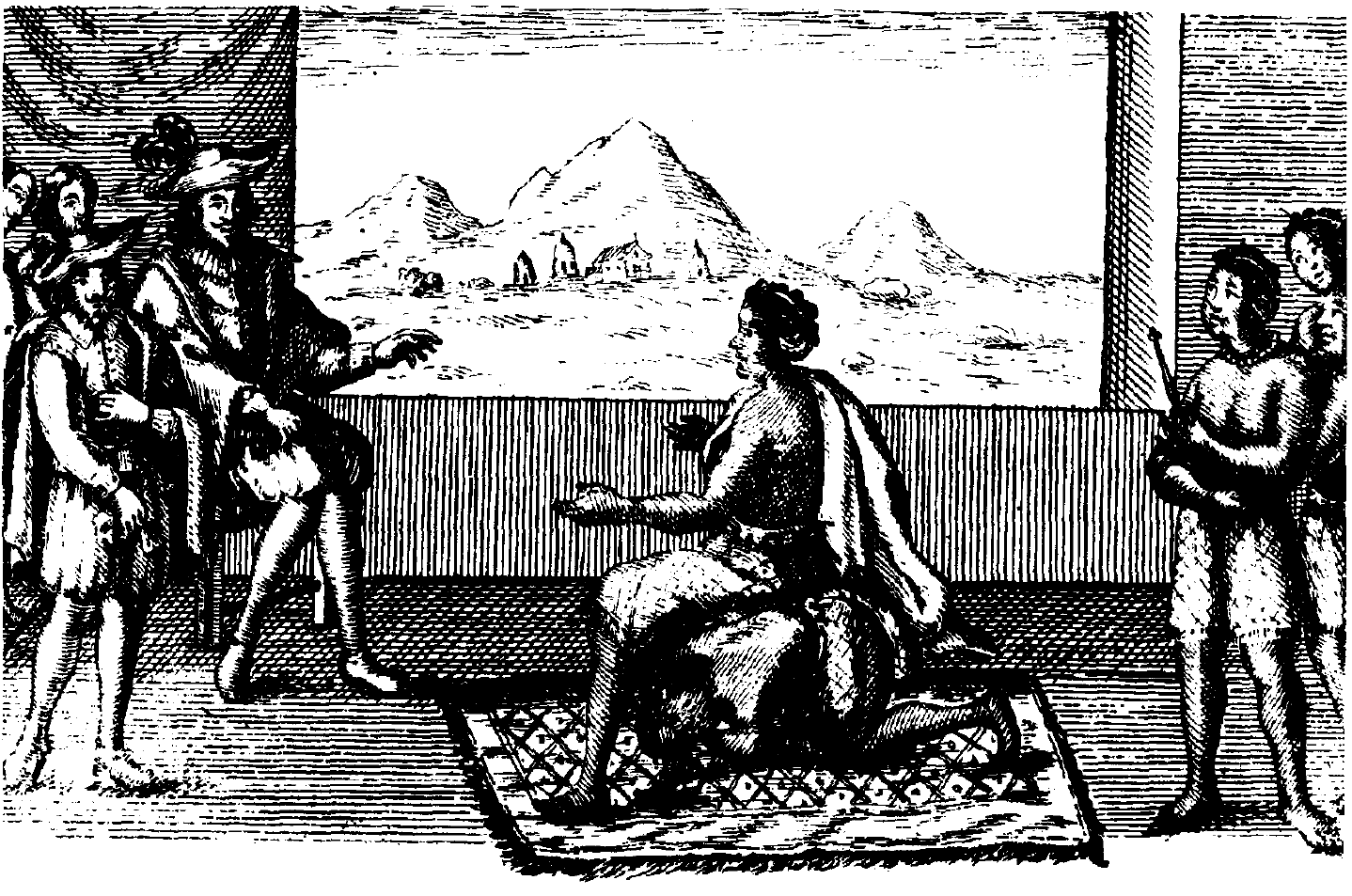
Nzinga lors des négociations avec le gouverneur portugais en 1657 à Luanda.

L'objectif du Ngola Mbande était de récupérer la forteresse d'Ambaca (que le prédécesseur de Correia de Sousa, Mendes de Vasconcelos, avait construite en 1618 sur son territoire), de récupérer certains de ses sujets tenus captifs (notamment des groupes de serfs ijiko), et de convaincre le gouverneur de faire cesser les raids des mercenaires imbangala à son service. Le gouverneur accéda à toutes ses demandes et signa un traité de paix ; les avis divergent toutefois sur le fait que Nzinga accepta un statut de vassalité ou non. Une histoire veut que le gouverneur n'offrit aucune chaise à Nzinga, l'invitant à s'asseoir sur une paillasse pendant les négociations, ce qui, selon la tradition Mbundu, ne convenait qu'aux subordonnés. Refusant de s'abaisser ainsi, Nzinga ordonna à l'une de ses esclaves de se mettre à quatre pattes pour s'asseoir sur son dos.
Nzinga se convertit au christianisme, possiblement pour renforcer son traité de paix avec le Portugal, et adopta le nom de Dona Ana de Sousa en hommage à l'épouse du gouverneur, qui est sa marraine. Le Portugal n'honora cependant pas sa part du traité, refusant de se retirer d'Ambaca, de rendre les sujets du Ndongo et de contenir les assauts des Imbangala.
Cet échec poussa le frère de Nzinga au suicide, convaincu qu'il ne pourrait jamais récupérer ce qu'il avait perdu à la guerre. Des rumeurs circulèrent accusant Nzinga de l'avoir empoisonné, rumeurs que le Portugal reprit à son compte pour refuser de la reconnaître comme le successeur de son frère.
Nzinga assura la régence de son neveu et fils de son frère, Kaza, alors sous la garde des Imbangala. Nzinga envoya des émissaires le chercher, puis le fit assassiner. Elle endossa ensuite le pouvoir au Ndongo. En 1624, elle signait ses lettres Madame du Ndongo puis, à compter de 1626, elle prit le titre de Reine du Ndongo.

### Alliance avec les Pays-Bas
Via des alliances avec les Hollandais, elle « occupe des terres, s’assure une base arrière », et multiplie les exploits militaires. Mais les Hollandais la trahiront ensuite et abandonneront l'Angola aux Portugais, l'obligeant à signer des accords avec ces derniers puis à se convertir au christianisme pour obtenir la paix avec le Portugal et la reconnaissance par le pape Alexandre VII de son statut de « reine chrétienne », jusqu'à sa mort, le 17 décembre 1663.
En 1641, les Pays-Bas, soutenus par l'Empire Kongo, s'emparèrent de Luanda. Nzinga s'empressa de leur envoyer un émissaire et conclut une alliance avec eux contre le Portugal. Espérant, grâce à l'aide des Pays-Bas, reconquérir ses territoires perdus, elle déplaça sa capitale vers Kavanga, au nord des anciens domaines du Ndongo. En 1644, elle défit l'armée portugaise à Ngoleme mais fut incapable de conclure. Deux ans plus tard, elle essuya une défaite à Kavanga, vit sa sœur capturée et ses archives saisies, ce qui révéla son alliance avec le Kongo. Ces mêmes archives révélèrent que sa sœur avait tenu une correspondance secrète avec elle, lui révélant des plans portugais. Les sources divergent quant au sort que connut sa sœur. Certaines affirment qu'elle fut noyée dans le Kwanza en rétorsion, d'autres qu'elle parvint à s'échapper et à gagner l'actuelle Namibie.
Les Pays-Bas envoyèrent alors des renforts à Nzinga depuis Luanda et cette dernière remporta une victoire en 1647 avant d'assiéger la capitale portugaise de Masangano. Cependant, le Portugal, avec l'aide du Brésil, reprit Luanda l'année suivante et Nzinga se replia sur Matamba d'où elle continua à défier les armées portugaises. Passé l'âge de soixante ans, elle assurait toujours personnellement la conduite de ses armées sur les champs de bataille.

### Une souveraine diplomate et instruite
Anne Zingha était une femme instruite. En plus de sa langue maternelle, elle parlait portugais, atout de taille pour traiter avec ses adversaires. Elle connaissait également l'histoire et les populations portugaises, ce qui lui permettait de s'adapter aux situations de négociation avec une connaissance parfaite des enjeux.
Redoutable stratège et diplomate, l'ensemble de son règne a consisté à préserver l'intégrité territoriale de son royaume, par la négociation avec les Portugais. Anna Zingha envoyait régulièrement des espions à Luanda étudier l'entraînement des troupes portugaises, afin de préparer son armée aux combats. Elle utilisait les enjeux religieux et commerciaux pour négocier avec les Portugais.
La promesse de conversion des peuples du Ndongo et du Matamba au christianisme était sa principale monnaie d'échange : elle s'est elle-même fait baptiser en 1623, lors d'une visite à Luanda.
Bien plus tard, elle sut aussi jouer les Capucins contre les jésuites, qui faisaient la promotion du trafic d'esclaves, en profitant des rivalités au sein du monde catholique après la Restauration portugaise de 1640, quand la papauté a demandé à l'ordre des Capucins de s'impliquer plus en Afrique, afin que la politique de l'Église soit plus équilibrée que celle des Jésuites portugais.

### Dernières années: paix et conversion
En 1657, d'un commun accord, le fleuve Lucala est accepté comme frontière entre l'Angola et le Matamba. À partir de 1655, la reine Jinga, cédant à la persuasion des missionnaires capucins italiens, se laisse convertir au christianisme. Elle fait construire une église en pierre, Santa Maria de Matamba, terminée en 1663. Son Quilombo devient un modèle de piété ; de peur que l'oisiveté ne conduise les dames de sa cour au libertinage, elle fait venir de Luanda des femmes portugaises pour leur apprendre la broderie. Lorsqu'elle reçoit des Blancs, elle fait préparer une table à l'européenne, avec de l'argenterie.
En 1657, fatiguée de ses incessantes luttes, Nzinga signa un traité de paix avec le Portugal. Elle y inséra une clause engageant les Portugais à soutenir le maintien de sa famille au pouvoir et, faute d'un fils pour lui succéder, elle tenta de marier sa sœur à João Guterres Ngola Kanini. Le mariage ne fut toutefois pas autorisé, les prêtres affirmant que ce dernier avait déjà une femme à Ambaca.
Malgré de nombreuses tentatives de coup d'État, en particulier du Kasanje, dont les groupes imbangala rôdaient toujours au sud, elle mourut paisiblement le 17 décembre 1663 au Matamba, à l'âge de 80 ans. Une guerre civile éclata mais Francisco Guterres Ngola Kanini parvint à lui succéder.

## Controverses historiographiques
Le récit ci-dessous a été contesté par les historiens contemporains :
« Adoptant les coutumes des Jaga, elle fait régner dans son Quilombo une atmosphère continuelle d'horreur et de terreur. Le cannibalisme et l'infanticide sont institutionnalisés. Imitant la fondatrice des rites Jaga, Tembandumba, elle pilonne un bébé dans un mortier pour en faire l'onguent magique conférant le courage guerrier. Elle arrache le cœur d'enfants qu'on lui apporte et le dévore, ou bien, sans attendre qu'ils soient nés, éventre leur mère pour s'en emparer. À tout propos, pour satisfaire ses caprices, elle fait exécuter des quantités de malheureux individus, puis oblige ses valets à nettoyer la place sous ses yeux en léchant le sang répandu. »
Ce passage, qui décrit la reine Nzinga comme pratiquant le cannibalisme et l’infanticide provient de récits coloniaux européens biaisés, rédigés plusieurs décennies après les faits. De nombreux historiens contemporains, comme Linda Heywood (Njinga of Angola: Africa’s Warrior Queen, 2017), remettent en cause la véracité de ces affirmations, qui relèvent davantage de la propagande coloniale destinée à diaboliser les figures africaines de résistance. 
Aucun document primaire fiable ne corrobore ces pratiques extrêmes, et ces récits doivent être lus avec un recul critique important.

## Postérité

### Héritage en Angola

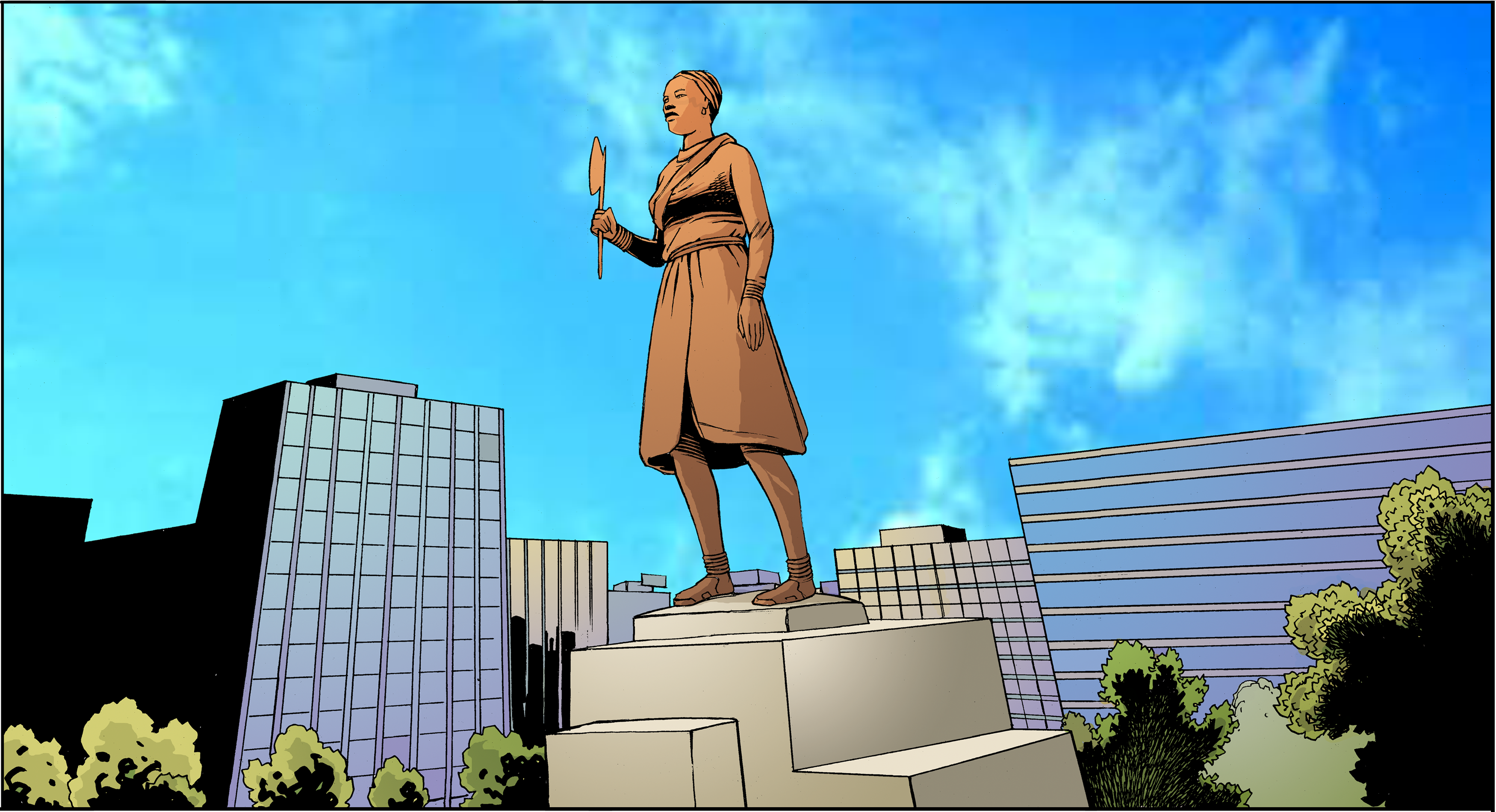
Illustration de Pat Masioni pour Njinga Mbandi, reine du Ndongo et du Matamba (série Unesco), représentant sa statue érigée à Kinaxixi.

Aujourd'hui, elle reste un repère culturel et une figure historique essentielle afin de comprendre la construction de l'identité angolaise.
Durant la guerre de libération de l'Angola (1961 – 1974), sa mémoire a souvent été rappelée par les leaders de l'indépendance, qui l'ont érigée en icône. En 1975, à l'indépendance du pays, une statue a été érigée en son honneur à Luanda, comme symbole de la résistance et de la liberté.
Aujourd'hui, les Angolais se souviennent de Nzinga pour ses compétences politiques et diplomatiques ainsi que pour sa brillante tactique militaire. Une grande artère porte son nom à Luanda et une statue fut érigée à Kinaxixi en 2002 à l'occasion du 27e anniversaire de l'indépendance. Les femmes angolaises se marient souvent près de la statue[réf. nécessaire].
Son souvenir a inspiré de grandes figures de la résistance du Mouvement populaire de libération de l'Angola (MPLA), comme Deolinda Rodríguez de Almeida, Iena Engracia ou encore Vastok Inga. Son exemple a également marqué la société angolaise, où les femmes sont relativement bien représentées dans l'armée, la police, au gouvernement, et dans les secteurs publics et privés angolais.
La Banque de réserve nationale d'Angola (BNA) a émis une série de pièces en hommage à Nzinga « en reconnaissance de son rôle dans la défense de l'autodétermination et de l'identité culturelle de son peuple ».

### Figure anticolonialiste et féministe
Cependant, l'esprit de résistance et de liberté de Zingha dépassera bientôt les frontières angolaises, devenant un symbole de la lutte contre la colonisation européenne. Peu connue en Occident, elle est cependant devenue l'une des figures de la résistance africaine face au colonialisme. Encore aujourd'hui, Anne Zingha fait partie des figures majeures de l'histoire de l'Afrique.
En raison de ses talents de diplomate et de sa grande maîtrise des questions commerciales et religieuses de son époque, elle est également reconnue comme un modèle de gouvernance féminine, notamment chez les mouvements féministes.
Avec Kimpa Vita, elle fait partie des figures militantes féminines majeures de l'histoire de l'Afrique.

## Historiographie

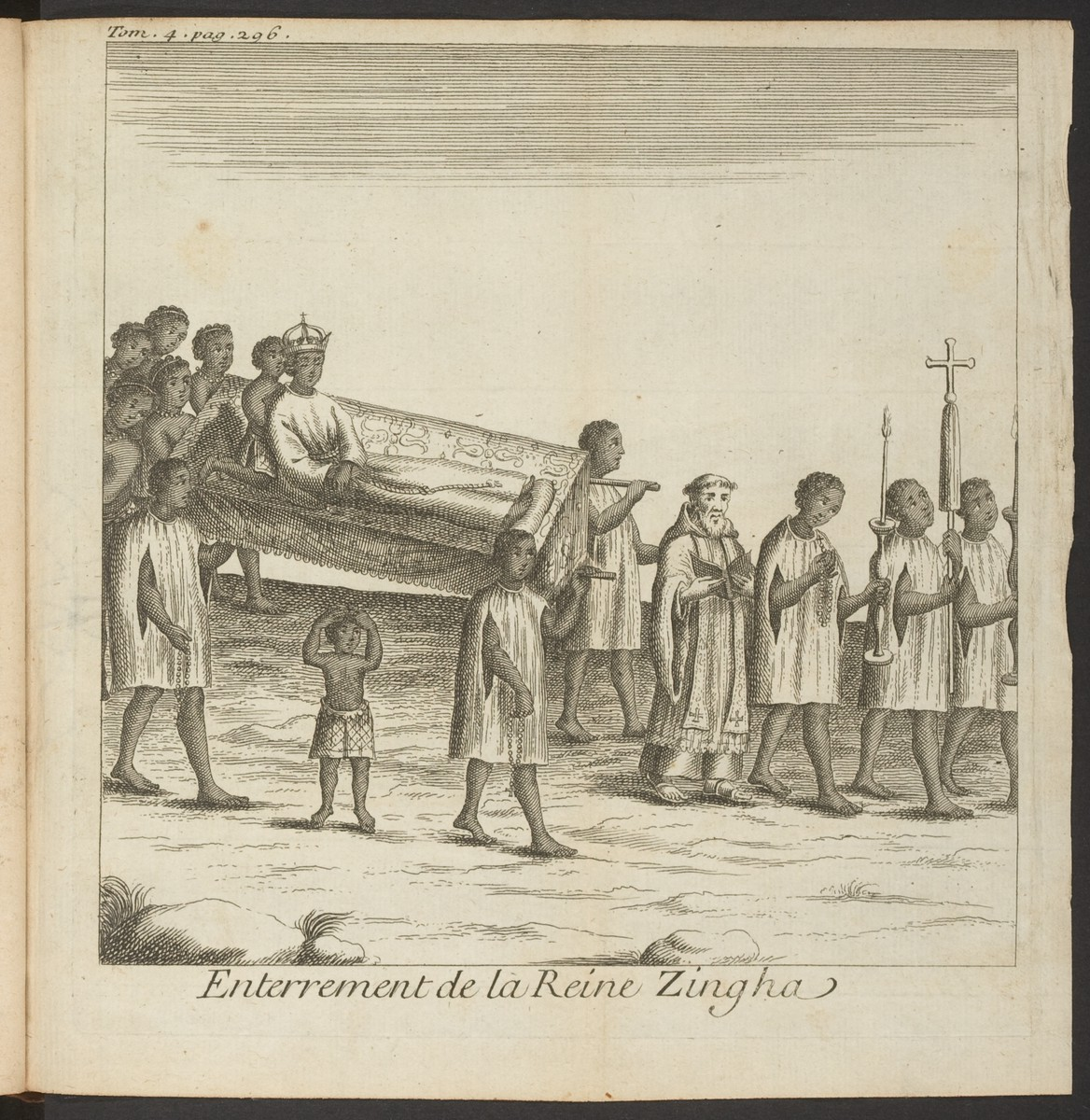
Funérailles de Nzinga.

Si Njinga avait collaboré avec les autorités portugaises et admis leur contrôle sur ses États, le récit officiel des autorités portugaises de l'époque, très contesté, vise à entretenir « la résolution idéale d’un conte de fée colonial ».
Afin de permettre une relation plus équilibrée et plus proche des faits, Linda M. Heywood, professeure d'histoire à l'université de Boston, a mis neuf ans à réunir la documentation, recoupant les sources portugaises, jugées partiales, avec celles des bibliothèques en Angola, Italie, France, Vatican, Brésil, Angleterre, et Pays-Bas et les archives sur les îles (sur le fleuve Dande, sur le Kwanza, sur le Bengo, les îles Kindonga), de territoires qui ne portent plus leurs noms d'époque (Ndongo, Matamba, etc.).

## Dans la culture populaire

### Littérature
La littérature française lui doit le sujet du roman de M. L. Castilhon, Zingha, reine d'Angola, Histoire africaine en deux parties, Paris, 1769.

### Au cinéma
- Njinga, Rainha de Angola (en portugais : Njinga, Rainha de Angola) est un film historique et d'action angolais sorti en 2013 qui s'inspire de la vie de Nzinga Mbandi, avec Lesliana Pereira dans le rôle principal[32].

### Dans la bande dessinée
- Nzinga, reine du Ndongo et du Matamba est un chapitre de la bande dessinée Pénélope Bagieu, Culottées 1 - Des femmes qui ne font que ce qu'elles veulent, Paris, Gallimard, 2016, 141 p. (ISBN 978-2-07-060138-7) est consacré au destin de la reine.
- Njinga, la lionne du Matamba est une série de bande dessinée de Jean-Pierre Pécau (scénariste) et Alessia De Vincenzi (illustratrice) publiée dans la collection « Les Reines de sang » aux Éditions Delcourt. Le premier tome a été publié en septembre 2020, le deuxième en novembre 2022[33].
- Nzinga, sous le nom de la reine Maryam, est une héroïne de la BD La République du Crâne, Gallimard, 2022, 223 pages, de Vincent Brugeas et Ronan Toulhoat.

### Documentaire
La première saison de la série documentaire Reines africaines, produite par Jada Pinkett Smith et diffusée en 2023 sur Netflix, lui est consacrée. Dans la série, Njinga est interprétée par l'actrice américaine Adesuwa Oni.

### Dans les jeux vidéo
- Elle peut être sélectionnée comme dirigeante du Congo dans Civilization VI (via un DLC sorti le 21 novembre 2022).